# Porte Saint-Joseph de Pierrevert
La porte Saint-Joseph de Pierrevert est une des portes des remparts qui entourait jadis la commune de Pierrevert en France.

## Histoire
Pierrevert conserve la porte Saint-Joseph (1701) qui est inscrite à l’inventaire supplémentaires des monuments historiques depuis le 27 octobre 1937, sur les quatre d'origine de son rempart, avec quelques éléments de la courtine.